# Susan Cianciolo
Susan Cianciolo (1969) è una stilista e artista statunitense.

## Biografia
Susan Cianciolo è nata e cresciuta a Providence, Rhode Island, da una famiglia italo-americana di quarta generazione. In tarda adolescenza si è trasferita a New York e nel 1992 ha conseguito la laurea in arti visive presso la Parsons School of Design. Attualmente vive a Brooklyn (New York), insieme alla figlia Lilac Sky Cianciolo, con la quale collabora regolarmente. Giovane adulta, Susan Cianciolo ha ricoperto varie posizioni all’interno del settore creativo newyorkese, realizzando le vetrine di Bergdorf Goodman, lavorando come grafica ed illustratrice e collaborando con vari marchi di moda fra cui Geoffrey Beene e X-Girl, la collezione di Kim Gordon della rock band Sonic Youth.

## Carriera
Nel 1995 Susan Cianciolo ha ideato Run, una linea di capi d’abbigliamento fatti a mano con indumenti e tessuti di riciclo. Fra il 1995 e il 2006 ha creato 11 collezioni, dalle quali alcuni capi sono stati selezionati ed esposti da Barneys e da altri rivenditori al dettaglio, oltre ad apparire in famose riviste di moda come Vogue.. Nel 2006 la Cianciolo ha collaborato con Cone Denim, una fabbrica storica del South Carolina, per la realizzazione di una collezione di abiti, presentata in due sfilate a New York e Los Angeles e in un libro, The Women of the Crowd, pubblicato da Printed Matter, Inc. L’artista ha inoltre insegnato alla Parsons School of Design dal 2008 al 2011. Susan Cianciolo si descrive come "a designer who also makes art, and a conceptual artist who occasionally designs clothes" [una designer che fa anche arte e un’artista concettuale che occasionalmente disegna vestiti ] e di frequente è andata alla ricerca di modalità fuori dall’ordinario per presentare le sue collezioni, come spettacoli teatrali, produzioni musicali e video. Continua inoltre a rielaborare le sue idee di moda in forme sempre nuove, come la Run Home Collection e il Run Restaurant. Nel 2001, il Run Restaurant è stato allestito all’interno delle Alleged Galleries, nel Meatpacking District di New York. Il progetto, della durata di un mese, consisteva nel trasformare la galleria in un eclettico ristorante arredato con decori fatti a mano, il cui menù prevedeva economici pasti preparati dall’artista stessa e dai suoi amici. La Cianciolo ha riproposto una versione del Run Restaurant per la Whitney Biennial del 2017, in collaborazione con lo chef Michael Anthony, all’interno del ristorante Eatery Untitled del Whitney Museum. Nella Biennale di Berlino del 2016 ha inoltre esposto all’interno dello spazio dedicato al format australiano Centre for Style. La South London Gallery le ha di recente dedicato una retrospettiva dal titolo God Life: Modern House On Land Outside Game Table.

## Esposizioni (selezione)[16]
- 2019 Martina Simeti, Milano, IT (solo)
- 2019 South London Gallery, London, UK (solo)
- 2017 Bridget Donahue, New York, NY (solo)
- 2017 Frieze Art Fair, New York, NY
- 2017 Modern Art, London, UK (solo)
- 2017 Whitney Museum of American Art, New York, NY
- 2016 Yale Union, Portland, OR  (solo)
- 2016 356 S. Mission Road, Los Angeles, CA (solo)
- 2016 The Swiss Institute, New York, NY
- 2016 Interstate Projects, New York, NY
- 2016 White Columns, New York, NY
- 2015 Bridget Donahue, New York, NY (solo)
- 2015 MoMA PS1, Long Island City, NY
- 2001 Alleged Gallery, New York, NY (solo)